# Штепівка
Ште́півка —  село в Україні, у Лебединській міській громаді Сумського району Сумської області. Населення становить 1201 осіб. До 2020 орган місцевого самоврядування — Штепівська сільська рада.

## Географія
Село Штепівка знаходиться у верхів'ях балки Дроздівщина. На відстані 1,5 км розташовані села Руда і Яснопілля. По селу протікає пересихаючий струмок Сулка з загатою. Поруч проходять автомобільні дороги Н07 і Т 1906.

## Назва
Село спочатку називалося слобода Степівка, свою сучасну назву дістало від прізвища сотника Сумського полку, Івана Юрійовича Штепи, якому Цар Олексій Михайлович, близько 1670 року жалував землі між річками Сулою і Пслом.

## Історія
Засноване близько 1670 року.
За даними на 1864 рік у власницькій слободі Лебединського повіту Харківської губернії, мешкало 1785 осіб (882 чоловічої статі та 903 — жіночої), налічувалось 150 дворових господарств, існувала православна церква, відбувалось 2 ярмарки на рік.
Станом на 1914 рік село було центром окремої, Штепівської волості, кількість мешканців скоротилась до 1405 осіб.
З 1923 — центр Штепівського району.
29 вересня 1941 Радянські війська залишили з боями районний центр Штепівка Сумської області. 1 жовтня відбулася радянська нічна контратака на Штепівку, не маючи підкріплення, червоноармійці відійшли, здійснював 2-й кавалерійський корпус за підтримки танків
12 червня 2020 року, відповідно до Розпорядження Кабінету Міністрів України № 723-р «Про визначення адміністративних центрів та затвердження територій територіальних громад Сумської області» увійшло до складу Лебединської міської громади.
19 липня 2020 року, після ліквідації Лебединського району, село увійшло до Сумського району.

## Населення

### Мова
Розподіл населення за рідною мовою за даними перепису 2001 року:
| Мова            | Кількість | Відсоток |
| --------------- | --------- | -------- |
| українська      | 1171      | 97.51%   |
| російська       | 28        | 2.33%    |
| білоруська      | 1         | 0.08%    |
| інші/не вказали | 1         | 0.08%    |
| Усього          | 1201      | 100%     |

## Пам'ятки
В пам'ять про танкові бої, що йшли біля села в ІІ світовій війні, на околиці села в листопаді в 1968 року встановлено монумент: на високому п'єдесталі танк Т-34.

## Відомі уродженці
- Буняк Семен Анатолійович — український військовик, учасник російсько-української війни[8].
- Гевліч Анатолій Тимофійович- український педагог. Почесний громадянин села Гвіздівці на Буковині. Народився 05.05.1932 р., с. Штепівка Лебединського району Сумської області. У 1941 р. став круглим сиротою. Закінчив Лебединське педучилище. У 1953 р. прийнятий на посаду вчителя математики Коболчинської семирічної школи Сокирянського району Чернівецької області. 02.10.1954 р. призваний на службу в Радянську Армію. З 01.12.1957 р.- вчитель Вітрянської, з 29.08.1959-го — Коболчинської шкіл, у жовтні 1961 р. призначений директором Ожівської школи. У 1963 р. закінчив Чернівецький університет. З 1 вересня 1966 р. — директор школи в с. Гвіздівці, яку очолював 35 років. Нагороджений медаллю «За трудову доблесть» (1966), орденом Жовтневої революції. На приміщенні Гвіздовецької ЗОШ встановлено меморіальну дошку на честь А. Т. Гевліча.
- Гринько Григорій Федорович, міський голова Києва в 1924-25, нарком фінансів СРСР у 1930-37
- Мамонтов Євген Васильович, голова Челябінського сільського облвиконкому.
- Росковшенко Іван Васильович, український поет, перекладач та фольклорист, учасник гуртка харківських романтиків.
- Рубан Олег Олексійович (1997—2023) — молодший сержант Збройних сил України, учасник російсько-української війни, Герой України (2024, посмертно)[9].